# Joseph Helffrich
Joseph Helffrich (* 12. Januar 1890 in Mannheim als Josef Helffrich; † 26. Dezember 1971 in Mannheim-Neckarau) war ein deutscher Astronom.

## Leben
Helffrich war ein Sohn des Kaufmanns Christian Helffrich. Er studierte an der Universität Heidelberg, promovierte dort 1913 und war Mitarbeiter der Landessternwarte Heidelberg-Königstuhl.
Helffrich entdeckte unter anderem folgende Asteroiden:
- (697) Galilea (entdeckt am 14. Februar 1910)
- (698) Ernestina (entdeckt am 5. März 1910)
- (699) Hela (entdeckt am 5. Juni 1910)
- (700) Auravictrix (entdeckt am 5. Juni 1910)
- (701) Oriola (entdeckt am 12. Juli 1910)
- (702) Alauda (entdeckt am 16. Juli 1910)
- (706) Hirundo (entdeckt am 9. Oktober 1910)
- (708) Raphaela (entdeckt am 3. Februar 1911)
- (709) Fringilla (entdeckt am 3. Februar 1911)
- (713) Luscinia (entdeckt am 18. April 1911)
- (714) Ulula (entdeckt am 18. Mai 1911)

Bei allen Asteroiden handelt es sich im Objekte des sogenannten Hauptgürtels. Der Asteroid (2290) Helffrich wurde nach ihm benannt.